# 弗拉迪米尔·欣切加什维利
弗拉迪米尔·欣切加什维利（1991年4月18日—）是喬治亞自由式角力運動員，參賽量級60公斤以下級。他奪得2012年奧運銀牌和2016年奧運金牌。他也奪得2015年世界冠軍和2014與2016年歐洲冠軍。2015年被喬治亞青年事務與體育部選為年度最佳男運動員。

## 外部連結
- http://unitedworldwrestling.org/ （页面存档备份，存于）